# Krzyż za udział w Wojnie 1918–1921

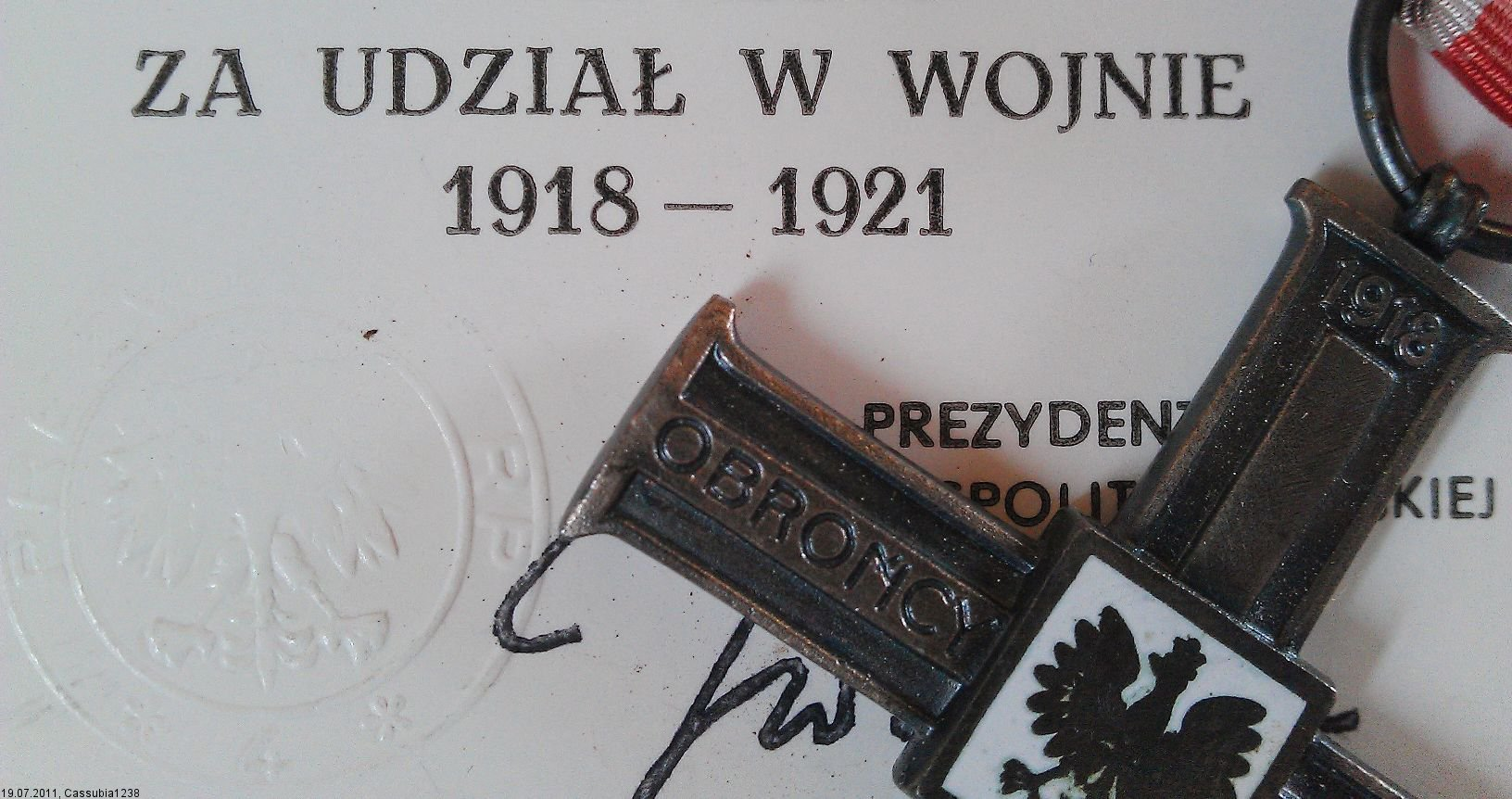
Krzyż za udział w Wojnie 1918-1921 z legitymacją w tle

Krzyż za udział w Wojnie 1918–1921 – polskie państwowe odznaczenie wojskowe.

## Historia
Krzyż za udział w Wojnie 1918–1921 ustanowiono ustawą Sejmu z 21 lipca 1990 roku dla odznaczenia osób, które pełniąc służbę w latach 1918–1921, przyczyniły się do ugruntowania niepodległości Rzeczypospolitej Polskiej. Odznaczenie nawiązuje do przedwojennego Krzyża Ochotniczego za Wojnę 1918–1921.
Krzyż nadawany był uczestnikom wojny w latach 1918–1921 we wszystkich służbach, żyjącym w dniu wejścia ustawy w życie (10 sierpnia 1990). Obejmuje on wojnę polsko-ukraińską i wojnę polsko-bolszewicką. Krzyż nadawał Prezydent Rzeczypospolitej Polskiej na wniosek Ministra Obrony Narodowej. Odznaczeni otrzymywali odznakę Krzyża i legitymację.
Z dniem 8 maja 1999 nadawanie Krzyża uznano za zakończone. Łącznie nadano 7821 krzyży.

## Opis odznaki
Odznaka w formie krzyża równoramiennego prostego wykonanego z metalu o wymiarach 42 × 42 mm, składa się z czterech równych, rozszerzonych na końcach ramion o przekroju spłaszczonego ośmioboku i związanych pośrodku sześcianem.
Na ramionach poprzecznych Krzyża wyryty jest poziomo napis: OBROŃCY – OJCZYZNY, na ramionach pionowych – daty: 1918 i 1921, w środku zaś skrzyżowania ramion znajduje się wizerunek orła na tle z białej emalii.
Forma odznaki Krzyża powtarza, z modyfikacjami, odznakę przedwojennego Krzyża Niepodległości, a wstążka powtarzała tą z Krzyża Ochotniczego za Wojnę, miała szerokość 37 mm i wykonywana była w kolorze czerwonym z dwoma wąskimi białymi pionowymi paskami. 
Do 1992 roku Krzyż za udział w Wojnie 1918–1921 nosiło się w kolejności po Krzyżu Walecznych, po 1992 roku – po obecnie obowiązujących odznaczeniach państwowych.

## Odznaczeni
Wśród odznaczonych w 1990 byli m.in.: Zofia Jabłońska-Erdmanowa, Marian Cichy, Karol Cholewiński, Stefan Marcinkowski, Bogdan Mechowiecki, Maria Wittek, Stefan Jellenta i Jan Zieja.